# Estação Ecológica de Uruçuí-Una
A Estação Ecológica de Uruçuí-Una é uma unidade de conservação situada no estado brasileiro do Piauí. A estação ecológica, expande-se por uma área de mais de 135 mil hectares, pelos municípios de Bom Jesus, Santa Filomena e Baixa Grande do Ribeiro. Foi estabelecido em 1981 e é administrado desde então pelo Instituto Chico Mendes de Conservação da Biodiversidade (ICMBio).

## Ambiente
A estação tem um clima subtropical quente e úmido, com temperaturas variando de 20°c a 34°c. A área é um grande planalto de arenito cortados por vales de rios perenes ou intermitentes. O topo dos planaltos é coberto por vegetação típica de cerrado, enquanto nos vales há mata ciliar. A fauna é muito variada e inclui espécies como lobo-guará (Chrysocyon brachyurus), veado-campeiro (Ozotoceros bezoarticus), tamanduá-bandeira (Myrmecophaga tridactyla), pássaro-sino-barbudo ( Procnias averano), arara-azul (Anodorhynchus hyacinthinus), guaruba dourado (Guaruba guarouba), tatu e caititu.

## Conservação
A Estação Ecológica é uma "reserva natural estrita" sob égide de uma área de proteção ambiental. O objetivo é conservar a natureza e apoiar a pesquisa científica. Os objetivos específicos são proteger amostras de ecossistemas do cerrado, nascentes, riachos e rios que formam as Bacias do Gurgueia e Parnaíba. A estação está ameaçada por estar localizada no limite da região de cultivo intensivo de grãos.